# Noise Floor
Noise Floor è il tredicesimo album in studio del gruppo musicale statunitense Spock's Beard, pubblicato il 25 maggio 2018 dalla Inside Out Music.

## Tracce
1. To Breathe Another Day – 5:38 (John Boegehold, Ryo Okumoto)
2. What Becomes of Me – 6:11 (John Boegehold)
3. Somebody's Home – 6:32 (Ted Leonard, Alan Morse)
4. Have We All Gone Crazy Yet – 8:07 (Alan Morse, Ted Leonard)
5. So This Is Life – 5:36 (Alan Morse, Stan Ausmus)
6. One So Wise – 6:58 (Stan Ausmus)
7. Box of Spiders – 5:29 (musica: Ryo Okumoto)
8. Beginnings – 7:25 (Ryo Okumoto, Ted Leonard)

Cutting Room Floor – EP bonus nell'edizione speciale
1. Days We'll Remember – 4:15 (John Boegehold)
2. Bulletproof – 4:41 (John Boegehold)
3. Vault – 4:49 (Ted Leonard)
4. Armageddon Nervous – 3:32 (musica: John Boegehold)

- Tracce bonus nell'edizione giapponese

1. Save Your Souls
2. Vault (Demo) (Ted Leonard)
3. Box of Spiders (Demo) (musica: Ryo Okumoto)
4. Somebody's Home (Demo) (Ted Leonard, Alan Morse)
5. Days We'll Remember (Demo) (John Boegehold)
6. Beginnings (Demo) (Ryo Okumoto, Ted Leonard)
7. Armageddon Nervous (Demo) (musica: John Boegehold)

## Formazione
Gruppo
- Ted Leonard – voce, chitarra elettrica e acustica
- Dave Meros – basso, voce
- Alan Morse – chitarra elettrica e acustica a sei e 12 corde, voce, arrangiamento strumenti ad arco (tracce 3 e 5)
- Ryo Okumoto – pianoforte, organo Hammond, Jupiter-8, minimoog, Nord Wave, Yamaha Motif, IK Multimedia, Arturia

Altri musicisti
- Nick D'Virgilio – batteria, voce
- Eric Gorfain – violino
- Leah Katz – viola
- Richard Dodd – violoncello
- John Boegehold – arrangiamento strumenti ad arco (traccia 2)
- David Robertson – corno inglese (traccia 3)

Produzione
- Spock's Beard – produzione
- Rich Mouser – produzione, registrazione, missaggio, mastering, registrazione batteria
- John Boegehold – produzione
- Mark Hornsby – registrazione batteria
- Bobby Dellarocco – assistenza tecnica agli Sweetwater Studios
- Markus Riegler – assistenza tecnica nello studio di Morse